# Strmoglavljenje letala USAF CT-43 na Hrvaškem (1996)
3. aprila 1996 je potniško letalo Boeing CT-43A v sestavi Vojnega letalstva Združenih držav Amerike (USAF) na uradnem diplomatskem letu (let IFO-21) strmoglavilo med približevanjem dubrovniškemu letališču na jugu Hrvaške. Z njim je potovala gospodarska delegacija na čelu z ameriškim ministrom za trgovino Ronom Brownom, skupno 34 potnikov ter članov posadke. Med instrumentalnim približevanjem letališču je letalo zašlo iz smeri in se zaletelo v pobočje gore, pri čemer je umrlo 34 ljudi na krovu. Ob prihodu reševalcev je bila ena pripadnica vojnega letalstva še živa, a je nato umrla na poti v bolnišnico.
Letalo je letelo v sestavi 76. zračnoprevozne eskadrilje 86. zračnoprevoznega krila iz oporišča Ramstein v Nemčiji. Preiskavo nesreče je oteževalo dejstvo, da vojaška različica potniškega letala Boeing 737 ni bila opremeljena z zapisovalnikom podatkov o letu in snemalnikom pogovorov v pilotski kabini (črno skrinjico). Še vedno velja za eno najhujših letalskih nesreč, ki so se zgodile na ozemlju sedanje Hrvaške.

## Nesreča
Letalo, udeleženo v nesreči, je bilo Boeing 737-200 v različici CT-43A, izdelano kot trenažno letalo T-43A in kasneje predelano v transporter za vladne predstavnike. Na krovu je bila ameriška gospodarska delegacija pod vodstvom Ministrstva za trgovino, ki je imela v regiji več sestankov z namenom sklepanja poslov za obnovo po pravkar končani vojni v Bosni in Hercegovini. Z Brownom je letelo še več drugih predstavnikov ministrstva za trgovino in svetovalcev, vodje različnih ameriških korporacij in nekaj drugih, skupno 30 potnikov.
3. aprila 1996 zjutraj je letalo z delegacijo vzletelo z zagrebškega letališča proti Tuzli, kjer so obiskali štab ameriške vojske, po kosilu pa na nov krog sestankov s hrvaškimi oblastmi v Dubrovniku. Letalo je poletelo v smeri proti Splitu in nato ob jadranski obali v smeri dubrovniškega letališča. Vreme okrog Dubrovnika ta dan je bilo slabo, z nizko oblačnostjo, dežjem in zmernim vetrom.
Zaradi slabe vidljivosti in slabe opremljenosti dubrovniškega letališča – sistem za instrumentalno pristajanje je odnesla srbska vojska med zavzetjem leta 1991, nov pa še ni bil nameščen – se je moral navigator zanašati na lokacijski signal iz neusmerjenih radijskih oddajnikov. Poleg tega je imelo letalo samo en radijski sprejemnik, ki ga je moral navigator ročno nastaviti na frekvenco oddajnika in s kompasom preračunati pravo smer. Sodeč po radarskem zapisu se je letalo pravilno usmerilo k prvemu oddajniku na otočku Koločep, nato pa je iz neznanega vzroka obrnilo v smeri 109º namesto pravilnih 119º proti drugemu oddajniku. Med spuščanjem skozi oblake brez dokončnega dovoljenja letališkega stolpa, 80 kn (150 km/h; 92 mph) nad dovoljeno hitrostjo približevanja in brez da bi pilota videla letališko stezo, je letalo pet minut kasneje treščilo v pobočje blizu vrha hriba Sv. Ivana (700 m n. m.) 3 km severno od letališča in eksplodiralo.

### Reševalna akcija
Reševanje se je zapletlo zaradi odpovedi indikatorja nesreče na letalu, ki bi moral oddajati lokacijski signal, in zmede s podatki: hrvaška uprava za letalstvo je ugotovila nesrečo ob 15:30 po lokalnem času in začela z iskanjem, ameriška vojska pa zaradi nasprotujočih si podatkov šele uro in pol kasneje; še takrat so reševalni helikopterji odleteli proti morju, saj je francoska garnizija v Pločah javila, da je letalo verjetno strmoglavilo pri Koločepu. Pravo lokacijo je na koncu javil kmet iz zaselka Velji Do nad Drvenikom, ki je slišal eksplozijo. Ko so se oblaki tri ure kasneje dvignili, je zagledal razbitine. Doma ni imel telefona, zato se je odpeljal k prijatelju in od tam poklical policijsko postajo v Cavtatu.
Po 19. uri zvečer je pripeljal dva policista do kraja nesreče. V razbitini so našli preživelo, narednico Shelly Kelly, ki pa je bila preveč poškodovana, da bi lahko hodila. Koordinate so sporočili policijski upravi. 45 minut kasneje je prek uradnih kanalov informacija prišla do ameriških vojakov, ki so medtem pristali v Dubrovniku, a do takrat še niso uspeli dobiti vozil. Pred njimi so prispeli hrvaški vojaki in začeli iskati druge preživele. Helikopter ameriških specialnih sil se ni mogel približati lokaciji zaradi slabega vremena, zato so preživelo odnesli na nosilih proti avtomobilom. Na poti je umrla. Ameriški vojaki so se prebili do razbitine šele po 2. uri zjutraj naslednji dan.

## Preiskava in kasnejši dogodki
Tri dni po nesreči so našli mrtvega Nika Jerkića, vodjo vzdrževanja na dubrovniškem letališču, kot vzrok smrti je bil zabeležen samomor. Hrvaške oblasti so kasneje sporočile, da njegova odločitev ni imela zveze z nesrečo, namesto tega naj bi ji botrovale ljubezenske težave.
Uradna preiskava je kot vzroke za nesrečo izpostavila splet okoliščin in napak vpletenih – tako uprave letališča in neustreznih postopkov za pristajanje, kot tudi nepravilnosti v liniji poveljevanja in napak pilotov. Postopki za pristajanje na dubrovniškem letališču so bili za tisti čas izjemno zastareli in ameriški piloti niso imeli izkušenj z njimi. Tudi letalo je imelo najosnovnejši možni sprejemnik za instrumentalno pristajanje z neusmerjenimi radijskimi signali, kar ni zadostovalo minimalnim pogojem opremljenosti letal za pristajanje na tem letališču. Poleg tega sta oba pilota prvič pristajala tam, v nasprotju s smernicami, in nista poznala terena. Verjetno sta zaradi zamude, ker so na posadko pritiskali vplivni potniki, želela čim prej pristati, zato sta se približevala prehitro in v nasprotju z navodili nista opustila pristanka, ko pri višini 2.150 ft (660 m) še nista videla steze. Ena od možnih razlag je, da je navigator zaradi slabega vremena in naglice napačno preračunal zahtevano smer približevanja. V osnovi pa je situacijo omogočil odnos ameriškega vojnega letalstva, ki ni jemalo prevažanja politikov za svoje osnovno poslanstvo, zato je bilo delegaciji dodeljeno letalo, ki je bilo slabše opremljeno kot praktično vsa komercialna potniška letala v ZDA takrat. Poleg tega v nasprotju z direktivo iz leta 1994 poveljstvo ni pregledalo postopkov približevanja letališču in se je zanašalo na uradne podatke hrvaških organov. Nekaj mesecev pred nesrečo je vrhovno poveljstvo zračnih sil zavrnilo formalno prošnjo za pristajanje na evropskih letališčih brez verifikacije postopkov, a je evropsko poveljstvo nadaljevalo z leti tudi na taka letališča.
Med preiskavo je vzniknila teorija zarote, saj je poškodba na Brownovi glavi spominjala na strelno rano. Po eni od različic naj bi imel podatke, ki bi lahko škodili takratnemu predsedniku Billu Clintonu, zato naj bi ga zarotniki ubili in inscenirali nesrečo, da bi prikrili umor. Obdukcija ni pokazala ničesar, kar bi nakazovalo na strelno rano, zato se preiskovalci s temi trditvami niso ukvarjali kljub pritiskom nekaj vplivnih organizacij Afroameričanov (Brown je bil takrat najvišje rangirani črnski politik v državi).

### Posledice
Tri odgovorne častnike USAF so ob koncu preiskave odstranili s položajev: poveljnika 86. zračnoprevoznega krila, brigadnega generala Williama E. Stevensa, in dva njegova namestnika, poročnika Rogerja W. Hansena ter Johna E. Mazurowskega. Mazurowskega so kasneje spoznali za krivega opustitve dolžnosti in ga degradirali v čin majorja, ukore pa je dobilo še dvanajst častnikov.

### Obeležitev
Na vrhu Stražišće je postavljen velik jeklen križ v spomin na nesrečo. Dostopen je po pešpoti Ronalda Browna, ki je bila poimenovana po ministru.
Ameriška vlada je financirala obnovo hiše ob rektorjevi palači v Dubrovniku, ki je dobila ime Spominska hiša Ronalda Browna. V njej je dobila prostor galerija, v kateri so razstavljena dela Iva Dulčića, Antuna Masleta in Đura Pulitike, ena od sob pa je bila preurejena v spominsko sobo, kjer so razstavljeni portreti žrtev nesreče.